# 盲腔属
盲腔属（学名：Typhlocoelum）为盲腔科的一个属。

## 下属物种
本属包括以下物种：
- 胡瓜形盲腔吸虫 Typhlocoelum cucumerinum (Rudolphi, 1809) Stossich, 1903
- Typhlocoelum reticulare Johnston, 1913